# Artemio Ricarte

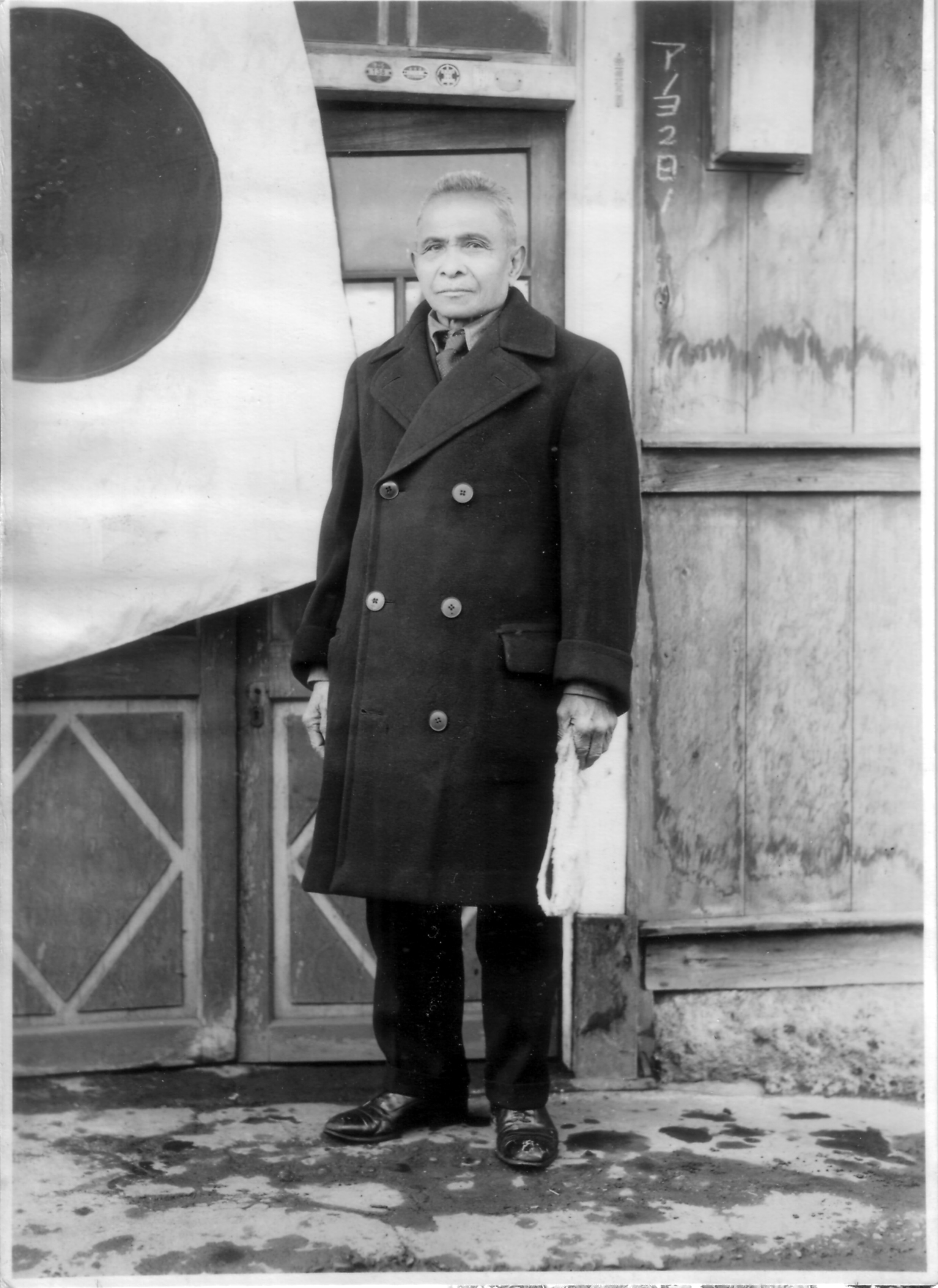
Artemio Ricarte in 1944

Artemio Ricarte (Batac, 20 oktober 1866 - Mountain Province, 31 juli 1945) was een Filipijns generaal in de Filipijnse revolutie.

## Biografie
Artemio Ricarte werd geboren op 20 oktober 1866 in Batac in de Filipijnse provincie Ilocos Norte. Hij was de tweede van drie kinderen van Faustino Ricarte en Bonifacia Garcia. Na het voltooien van het Colegio de San Juan de Letran met een Bachelor of Arts-diploma studeerde Ricarte aan de University of Santo Tomas en de Escuela Normal. Na het voltooien van zijn opleiding tot docent werd Ricarte schoolhoofd van de lagere school van San Francisco de Malabon (het tegenwoordige Gen. Trias). Daar sloot hij zich gebruik makend van de schuilnaam Vibora aan bij de ondergrondse revolutionaire beweging Katipunan.
Bij het begin van de Filipijnse revolutie leidde hij een succesvolle aanval op het Spaanse garnizoen in San Francisco de Malabon. Hij werd door Emilio Aguinaldo benoemd tot brigadier-generaal. Later werd Ricarte tijdens de Tejoros Conventie tot kapitein-generaal gekozen. Hij leidde Filipijnse toepen bij gevechten in Batangas, Cavite en Laguna. Na het sluiten van het pact van Biak-na-Bato werd Ricarte door Aguinaldo aangesteld als leidinggevende bij de inlevering van de Filipijns wapens aan de Spanjaarden, een van de voorwaarden van het pact.
Na de uitbraak van de Filipijns-Amerikaanse Oorlog in 1899 werd Ricarte aangesteld als commandant van de tweede zone in Manilla. In juli 1900 werd hij bij een infiltratiepoging in het door Amerikaanse troepen gecontroleerde gebied gevangengenomen en samen met onder meer Apolinario Mabini verbannen naar het eiland Guam. In februari 1903 mochten hij en Mabini terugkeren naar de Filipijnen onder voorwaarde dat ze trouw zwoeren aan de Verenigde Staten. Mabini voldeed hieraan, maar Ricarte weigerde dit. Hierop werd hij naar Hongkong verbannen. Eind 1903 keerde hij in het geheim terug in de Filipijnen. Hij was van plan om de overgebleven manschappen van zijn oorspronkelijke eenheid weer bijeen te gaan roepen. In mei 1904 werd hij echter verraden en tot zes jaar cel veroordeeld.
Na zes jaar gevangenschap in de oude Bilibid Prison in Manilla kwam hij in juni 1910 vrij. Nog diezelfde dag werd hij echter opnieuw naar Hongkong gedeporteerd omdat hij bleef weigeren om zich aan het gezag van de VS te onderwerpen. Nadat hij vijf jaar in Hongkong had gewoond emigreerde hij in 1915 met zijn vrouw Agueda Esteban naar Japan. Daar woonde hij eerst in Tokio en later in Yokohama. Na de uitbraak van de Tweede Wereldoorlog en de Japanse bezetting van de Filipijnen werd Ricarte in december 1941 naar de Filipijnen gevlogen om hen daar te assisteren bij het pacificeren van de lokale bevolking. Tegen het einde van de oorlog in de Filipijnen werd Ricarte gevraagd om terug te keren naar Japan. Hij weigerde echter en bleef bij de Japanse troepen, die zich terugtrokken in de bergen in Mountain Province (in het tegenwoordige Kalinga).

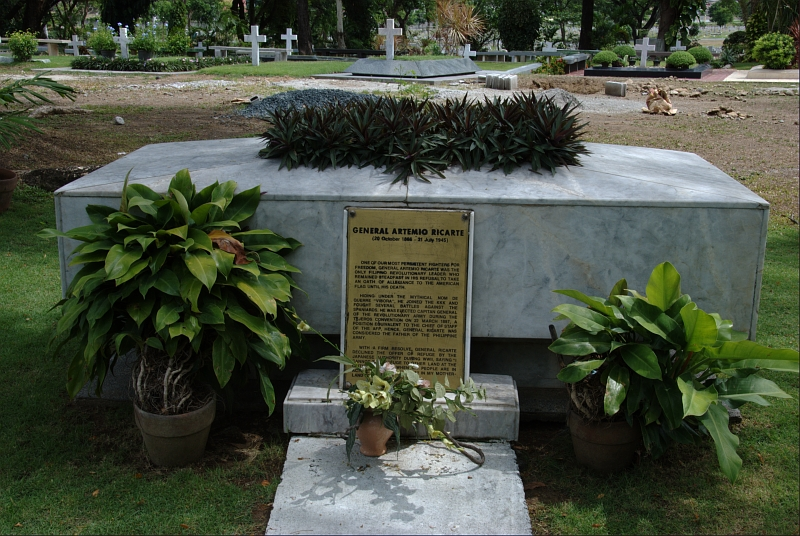
Het graf van Artemio Ricarte op het Libingan ng mga Bayani

In de bergen van de Cordillera Central werd Ricarte ziek en overleed hij op 78-jarige leeftijd aan dysenterie. Na de ontdekking van zijn graf in 1954 werden zijn overblijfselen opgegraven en begraven op het Libingan ng mga Bayani (heldenbegraafplaats) in Manilla. Ten tijde van president Ferdinand Marcos werd in zijn geboorteplaats Batac een monument voor Ricarte opgericht. In april 2002 werd ook op de plaats van zijn overlijden een monument voor Artemio Ricarte onthuld.